# Sebs
SEBS är ett affärssystem som lanserades 1986 som ett rent ekonomisystem men har sedan vuxit genom åren till ett komplett affärssystem. Det vänder sig numer till små och medelstora företag inom den producerande industrin och marknadsförs som "ett system för företag som söker ett lättskött program som hanterar det mesta från inkommande råmaterial till färdigt bokslut".
I början av 1990-talet valde System Technologies (dåvarande Dataekonomi) att, som man uttryckte det, "skänka bort systemet" och sedan bara ta betalt för ett obligatoriskt supportavtal och för anpassningar. På kort tid såldes tusentals licenser och många då nystartade företag kunde implementera ett affärssystem till en försumbar kostnad jämfört med konkurrerande system. Idag kan det kännas slående likt mobiltelefonbranschens marknadsföringsstrategier, men på den tiden var det ett nytänkande som förvånade både media och företagsledare.
Systemet utvecklas och underhålls av System Technologies.
Funktioner:
- Budgetering
- Fakturering
- Inköpssystem
- Inventariesystem - anläggningsregister
- Kundreskontra
- Lageradministration
- Leverantörsreskontra
- Likviditetsplanering
- Logistik
- MPS Material- och produktionsstyrning - övrig industri
- OLF Order- Lager- Fakturering
- Projektplanering
- Rapportgenerator
- Redovisning
- Tids- och resursplanering
- Tidsinrapporteringssystem
- Verkstadsrapportering